# Johannes Orasmaa
Johannes Orasmaa, estonski general, * 3. december 1890, † 24. maj1943.